# Kwieciszowice (gromada)
Kwieciszowice – dawna gromada, czyli najmniejsza jednostka podziału terytorialnego Polskiej Rzeczypospolitej Ludowej w latach 1954–1972.
Gromady, z gromadzkimi radami narodowymi (GRN) jako organami władzy najniższego stopnia na wsi, funkcjonowały od reformy reorganizującej administrację wiejską przeprowadzonej jesienią 1954 do momentu ich zniesienia z dniem 1 stycznia 1973, tym samym wypierając organizację gminną w latach 1954–1972.

## Historia gromady
Gromadę Kwieciszowice z siedzibą GRN w Kwieciszowicach utworzono – jako jedną z 8759 gromad na obszarze Polski – w powiecie lwóweckim w woj. wrocławskim, na mocy uchwały nr 21/54 WRN we Wrocławiu z dnia 2 października 1954. W skład jednostki weszły obszary dotychczasowych gromad Kwieciszowice, Proszowa i Antoniów ze zniesionej gminy Przecznica oraz Kłopotnica i Grudza ze zniesionej gminy Rębiszów w tymże powiecie. Dla gromady ustalono 13 członków gromadzkiej rady narodowej.
31 grudnia 1959 z gromady Kwieciszowice wyłączono wieś Antoniów, włączając ją do gromady Stara Kamienica w powiecie jeleniogórskim w tymże województwie.
1 stycznia 1960 gromadę zniesiono, a jej pozostały obszar (wsie Kwieciszowice, Grudza, Kłopotnica i Proszowa) włączono do gromady Rębiszów w powiecie lwóweckim.